# Bryn Terfel
Bryn Terfel Jones (IPA: [brɨn ˈtɛrvɛl] (Pant Glas, Wales, 1965. november 9.) walesi operaénekes (basszbariton). A Brit Birodalom Rendje parancsnoki fokozatának (CBE) birtokosa.

## Pályafutása
Tanulmányait 1984-ben kezdte a londoni Guildhall School of Musicban Arthur Reckless és Rudolf Piernay tanítványaként. 1989-ben végzett aranydiplomával. Ezt követően Wales képviselője volt a Cardiffban megrendezett BBC Singer of the World versenyen, amelynek lied-díját megnyerte.
Operaszínpadon 1990-ben debütált, a Walesi Nemzeti Operaházban, Guglielmo szerepében Mozart Così fan tutte című operájában valamint Figaróként a Figaro házasságában.
1991-ben az Angol Nemzeti Operában debütált szintén Figaróként, majd fellépett az Amerikai Egyesült Államokban is (Santa Fe). Egy évvel később hatalmas sikert aratott a Salzburgi Ünnepi Játékokon Jochanaan szerepében (Salomé), majd a Covent Gardenben lépett színpadra Mozart Don Giovannijában (Masetto).
1993-ban exkluzív szerződést írt alá a Deutsche Gramophon zenekiadóval. Ugyancsak ebben az évben a bécsi Staatsoper közönsége előtt mutatkozott be Figaróként, majd szülőhazájában Verdi Falstaffjának Fordját alakította. Claudio Abbadóval közösen fellépett az év végén megrendezett Wagner-emlékünnepségen, melyről felvétel is készült.
Az 1994-es évben Covent Gardenben és a New York-i Metropolitanban énekelt, valamint Salzburgban és Firenzében. 1995-ben meghódította a milánói La Scala közönségét is egy bemutatkozó koncerttel. Első fellépésére a neves operaházban azonban 1997-ben került sor Figaróként.
A következő években fellépett Chicagóban, Párizsban, Sydneyben, San Franciscóban, Edinburghban, Bécsben, Münchenben, Tokióban.
2004-ben debütált a londoni Covent Gardenben Wotan szerepében Wagner A Rajna kincse című operájában. 2005-ben szintén Wotan szerepében lépett színpadra A walkürben. 2006-ban A bolygó hollandi főszerepében debütált szintén Londonban. 2007-ben énekelte a Gianni Schicchi valamint a Don Giovanni főszerepeit. A világ számos operaházában fellépett, úgy operák címszerepében, mint gálakoncerteken.

## Szerepei
| Zeneszerző      | Opera                      | Szerep                 | Debüt | Lemezfelvétel |
| --------------- | -------------------------- | ---------------------- | ----- | ------------- |
| Britten         | Peter Grimes               | Balstrode              | 1995  | Nem           |
| Donizetti       | Szerelmi bájital           | Dulcamara              | 2001  | Nem           |
| Gounod          | Faust                      | Mephistopheles         | 2004  | Nem           |
| Mozart          | Così fan tutte             | Guglielmo              | 1991  | Nem           |
| Mozart          | Don Giovanni               | Masetto                | 1992  | Igen          |
| Mozart          | Don Giovanni               | Leporello              | 1991  | Igen          |
| Mozart          | Don Giovanni               | Don Giovanni           | 1999  | Igen          |
| Mozart          | A varázsfuvola             | Elbeszélő              | 1991  | Nem           |
| Mozart          | Figaro házassága           | Figaro                 | 1991  | Igen          |
| Offenbach       | Hoffmann meséi             | Négy férfi szerep      | 2000  | Nem           |
| Puccini         | Gianni Schicchi            | Gianni Schicchi        | 2007  | Nem           |
| Puccini         | Tosca                      | Scarpia                | 2006  | Nem           |
| Puccini         | Pillangókisasszony         | Sharpless              | 1996  | Nem           |
| Richard Strauss | Az árnyék nélküli asszony  | a Szellemek hírnöke    | 1992  | Igen          |
| Richard Strauss | Salome                     | Jochanaan              | 1993  | Igen          |
| Sondheim        | Sweeney Todd               | Sweeney Todd           | 2002  | Nem           |
| Stravinsky      | A léhaság útja             | Nick Shadow            | 1996  | Igen          |
| Stravinsky      | Oedipus király             | Kreón                  | 1992  | Igen          |
| Verdi           | Falstaff                   | Falstaff               | 1999  | Igen          |
| Verdi           | Falstaff                   | Ford                   | 1993  | Nem           |
| Wagner          | A Rajna kincse             | Donner                 | 1993  | Nem           |
| Wagner          | A Rajna kincse             | Wotan                  | 2005  | Nem           |
| Wagner          | A walkür                   | Wotan                  | 2005  | Nem           |
| Wagner          | Tannhäuser                 | Wolfram von Eschenbach | 1998  | Nem           |
| Wagner          | A bolygó hollandi          | Hollandi               | 2006  | Nem           |
| Wagner          | A nürnbergi mesterdalnokok | Hans Sachs             | 2011  | Nem           |